# The Witch: Part 1. The Subversion
Série
The Witch: Part 2. The Other One
(2022)
Pour plus de détails, voir Fiche technique et Distribution.
The Witch: Part 1. The Subversion (hangeul : 마녀 ; RR : Manyeo ; littéralement « La Sorcière ») est un thriller psychologique sud-coréen écrit et réalisé par Park Hoon-jeong, sorti en 2018.
Il est premier du box-office sud-coréen de 2018 lors de sa première semaine.

## Synopsis
Une agence a modifié génétiquement plusieurs enfants pour les doter d'habiletés uniques. Une nuit, des assassins débarquent pour mettre fin au programme et exterminer les enfants mais une fille douée de pouvoirs télékinétiques, Ja-yoon, s’échappe et trouve refuge dans une famille qui l'élève. Dix ans plus tard, elle ne se rappelle plus rien de son passé et participe à un concours national de chant où elle dévoile accidentellement ses pouvoirs. Elle est ainsi repérée par ses poursuivants tenaces qui la traquent depuis tout ce temps et se retrouve prise en chasse par certains de ses semblables possédant des dons.

## Distribution
- Kim Da-mi : Ja-yoon
- Jo Min-soo : Dr. Baek
- Park Hee-soon (en) : M. Choi
- Choi Woo-sik : le jeune homme
- Go Min-si : Myung-hee